# Montanera
Montanera är en ort och kommun i provinsen Cuneo i regionen Piemonte i Italien. Kommunen hade 749 invånare (2018).